# Championnats du monde de tir à l'arc 2013
Navigation
Édition précédente Édition suivante
Les championnats du monde de tir à l'arc 2013 sont une compétition sportive de tir à l'arc organisés en 2013 à Antalya, en Turquie. Cette édition est la 47e édition de ses championnats. Il y a 10 épreuves, 5 à l'arc à poulies et 5 à l'arc classique.

## Évènements

### Classique
| Épreuves          | Or                                                 | Argent                                                                | Bronze                                                                |
| ----------------- | -------------------------------------------------- | --------------------------------------------------------------------- | --------------------------------------------------------------------- |
| Individuel hommes | Lee Seung-yun Corée du Sud                         | Oh Jin-Hyek Corée du Sud                                              | Crispin Duenas Canada                                                 |
| Individuel femmes | Maja Jager Danemark                                | Xú Jīng Chine                                                         | Yun Ok-Hee Corée du Sud                                               |
| Par équipe hommes | États-Unis Brady Ellison Joe Fanchin Jake Kaminski | Pays-Bas Sjef van den Berg Rick van den Oever Rick van der Ven        | France Thomas Faucheron Gaël Prévost Jean-Charles Valladont           |
| Par équipe femmes | Corée du Sud Chang Hye-Jin Ki Bo-Bae Yun Ok-Hee    | Biélorussie Hanna Marusava Yekaterina Mulyuk-Timofeyeva Alena Tolkach | Danemark Carina Rosenvinge Christiansen Maja Jager Anne Marie Laursen |
| Par équipe mixte  | Corée du Sud Ki Bo-Bae Oh Jin-Hyek                 | États-Unis Khatuna Lorig Brady Ellison                                | Taipei chinois Tan Ya-ting Kuo Cheng-wei                              |

### Arc à poulie
| Épreuves            | Or                                                      | Argent                                                     | Bronze                                                          |
| ------------------- | ------------------------------------------------------- | ---------------------------------------------------------- | --------------------------------------------------------------- |
| Individuelle hommes | Mike Schloesser Pays-Bas                                | Pierre Julien Deloche France                               | Alexander Dambaev Russie                                        |
| Individuel femmes   | Kristina Berger Allemagne                               | Ivana Buden Croatie                                        | Gerda Roux Afrique du Sud                                       |
| Par équipe hommes   | Danemark Martin Damsbo Stephan Hansen Patrick Laursen   | Afrique du Sud Gabriel Badenhorst DP Bierman Patrick Roux  | France Sébastien Brasseur Pierre Julien Deloche Dominique Genet |
| Par équipe femmes   | Colombie Aura Maria Bravo Sara Lopez Alejandra Usquiano | Pays-Bas Martine Couwenberg Irina Markovic Inge van Caspel | France Sophie Dodemont Pascale Lebecque Sandrine Vandionant     |
| Par équipe mixte    | Italie Marcella Tonioli Sergio Pagni                    | Russie Albina Loginova Alexander Dambaev                   | États-Unis Erika Jones Jesse Broadwater                         |

### Tableau des médailles
| Rang  | Nation         | Or | Argent | Bronze | Total |
| ----- | -------------- | -- | ------ | ------ | ----- |
| 1     | Corée du Sud   | 3  | 1      | 1      | 5     |
| 2     | Danemark       | 2  | 0      | 1      | 3     |
| 3     | Pays-Bas       | 1  | 2      | 0      | 3     |
| 4     | États-Unis     | 1  | 1      | 1      | 3     |
| 5     | Colombie       | 1  | 0      | 0      | 1     |
| 5     | Allemagne      | 1  | 0      | 0      | 1     |
| 5     | Italie         | 1  | 0      | 0      | 1     |
| 8     | France         | 0  | 1      | 3      | 4     |
| 9     | Russie         | 0  | 1      | 1      | 2     |
| 9     | Afrique du Sud | 0  | 1      | 1      | 2     |
| 11    | Biélorussie    | 0  | 1      | 0      | 1     |
| 11    | Chine          | 0  | 1      | 0      | 1     |
| 11    | Croatie        | 0  | 1      | 0      | 1     |
| 14    | Canada         | 0  | 0      | 1      | 1     |
| 14    | Taipei chinois | 0  | 0      | 1      | 1     |
| Total | Total          | 10 | 10     | 10     | 30    |

## Nations participantes
Lors de la clôture des inscriptions préliminaires, 69 pays ont enregistré 441 d'athlètes, moins que dans l'édition de 2011.
| - Argentine (6) - Arménie (2) - Australie (12) - Autriche (6) - Bangladesh (6) - Biélorussie (7) - Belgique (4) - Bhoutan (4) - Brésil (12) - Canada (12) - Chili (2) - Chine (6) - Taipei chinois (6) - Colombie (12) - Croatie (5) - Chypre (4) - Tchéquie (6) - Danemark (8) - République dominicaine (2) - Salvador (1) - Estonie (7) - Finlande (7) - France (12) | - Géorgie (3) - Allemagne (12) - Royaume-Uni (12) - Grèce (2) - Hong Kong (2) - Hongrie (1) - Inde (12) - Iran (4) - Irak (5) - Irlande (4) - Israël (1) - Italie (12) - Côte d'Ivoire (4) - Japon (8) - Kazakhstan (12) - Corée du Nord (4) - Corée du Sud (12) - Kosovo (3) - Lettonie (3) - Lituanie (7) - Luxembourg (3) - Malaisie (4) - Mexique (12) | - Moldavie (2) - Mongolie (6) - Pays-Bas (10) - Nouvelle-Zélande (2) - Norvège (8) - Pologne (9) - Portugal (1) - Roumanie (4) - Russie (12) - Serbie (4) - Slovaquie (8) - Slovénie (2) - Afrique du Sud (6) - Espagne (9) - Sri Lanka (1) - Suède (10) - Suisse (7) - Tadjikistan (2) - Thaïlande (6) - Turquie (12) - Ukraine (7) - États-Unis (12) - Venezuela (11) |